# 71e cérémonie du Deutscher Filmpreis
La 71e cérémonie des Deutscher Filmpreis, organisée par la Deutsche Filmakademie, se déroule le 1er octobre 2021 et récompense les films sortis en 2020.
Le film I'm Your Man (Ich bin dein Mensch) de Maria Schrader domine la soirée avec quatre prix remportés dont le Deutscher Filmpreis du meilleur film, celui de la meilleure réalisation, du meilleur scénario et de la meilleure actrice.

## Palmarès

### Meilleur film
- I'm Your Man (Ich bin dein Mensch) de Maria Schrader
- Fabian (Fabian oder Der Gang vor die Hunde) de Dominik Graf
- Curveball – Wir machen die Wahrheit de Johannes Naber
  - Je suis Karl de Christian Schwochow
  - Schachnovelle de Philipp Stölzl
  - And Tomorrow the Entire World (Und morgen die ganze Welt) de Julia von Heinz

### Meilleur film documentaire
- Mr Bachmann and His Class (Herr Bachmann und seine Klasse) de Maria Speth

### Meilleur film pour enfants
- Les Racines du monde (Die Adern der Welt) de Byambasuren Davaa

### Meilleure réalisation
- Maria Schrader pour I'm Your Man

### Meilleur scénario
- Jan Schomburg et Maria Schrader pour I'm Your Man

### Meilleure actrice
- Maren Eggert pour I'm Your Man
  - Saskia Rosendahl pour Fabian (Fabian oder Der Gang vor die Hunde)
  - Luna Wedler pour Je suis Karl

### Meilleur acteur
- Oliver Masucci pour Enfant terrible
  - Jannis Niewöhner pour Je suis Karl
  - Dan Stevens pour I'm Your Man

### Meilleure actrice dans un second rôle
- Lorna Ishema pour Ivie wie Ivie

### Meilleur acteur dans un second rôle
- Thorsten Merten pour Curveball – Wir machen die Wahrheit

### Meilleure photographie
- Hanno Lentz pour Fabian (Fabian oder Der Gang vor die Hunde)

### Meilleur montage
- Claudia Wolscht pour Fabian (Fabian oder Der Gang vor die Hunde)

### Meilleur décor
- Julian R. Wagner pour La Colonie

### Meilleurs costumes
- Tanja Hausner pour Schachnovelle

### Meilleur maquillage
- Sabine Schumann pour La Colonie

### Meilleure musique
- Lorenz Dangel pour La Colonie

### Meilleur son
- Pascal Capitolin et Richard Borowski  pour A Symphony of Noise

### Meilleurs effets visuels
- Denis Behnke pour La Colonie

### Prix du public
- Nightlife de Simon Verhoeven

### Prix d'honneur pour sa contribution exceptionnelle au cinéma allemand
- Senta Berger